# Mladá garda (kniha)
Mladá garda (rusky Молодая гвардия) je válečný román ruského sovětského spisovatele Alexandra Fadějeva. Popisuje činnost odbojové organizace Mladá garda, která působila v roce 1942 v ukrajinském Krasnodonu okupovaném nacisty. Vydána byla poprvé v roce 1945.

## Děj
První část začíná evakuací Krasnodonu před postupujícími německými vojsky. Evakuace se ale zcela nezdaří, někteří uprchlíci nestačí uniknout, než Němci zničí pontonový most přes řeku Doněc. Ve městě vzniká ilegální podzemní organizace mladých lidí (komsomolců), kterou získává pod kontrolu ilegální vedení komunistické strany. Lidé ve městě se různým způsobem vyrovnávají s usazenou německou jednotkou, objevují se první odbojové akce (založený požár budovy ústředí důlní správy - jinak odbojáři spíš zjišťují své možnosti, sbírají zbraně a snaží se získat schované prostředky jako vysílačku a tiskařský lis), první kolaboranti (někdejší kulak a vrah Fomin, nový starosta města Stasenko) i první zrádci, někteří předstírají loajalitu nacistům, ale pracují pro odboj (komunista Ljutikov). Němci postřílí zraněné vojáky uložené v nemocnici i lékaře. Do města se vracejí i různí zatoulaní obyvatelé - z proražené fronty i z koncentračního tábora. Úvodní část knihy končí smrtí odbojářů Matvěje Šulgy a Andreje Valka a několika dalších, kteří jsou v městském parku pohřbeni zaživa.
Na začátku druhé části Oleg Koševoj, jeden z hlavních hrdinů, skládá slib věrnosti nového člena Mladé gardy. Ljuba Ševcovová, vyškolená radistka, se ve Vorošilovgradu setkává s velitelem krasnodarských partyzánů Ivanem Procenkem. Dostává úkol pokusit se vetřít do přízně německých vojáků. Mladá garda zatím ve městě šíří antinacistické letáky s informacemi získanými z tajné radiostanice. Z města je odeslán první transport na nucené práce do Německa. Mladá garda zjišťuje, že člen jejího velení Stachovič dříve utekl z partyzánského boje, zatím ale má podmíněnou důvěru. Naopak zrádce Fomin je chycen a pro výstrahu pověšen. Mladá garda a partyzáni osvobozují přepadením tábora válečné vězně a podnikají sabotážní akce, aby omezili přístup Němců k frontě u Stalingradu. V předvečer výročí Říjnové revoluce vyvěšují na městských budovách rudé vlajky, podpálí i dům, ve kterém jsou uložené dokumenty k dalšímu transportu Krasnodonců na nucené práce.
Rudá armáda zahájila ofenzivu u Stalingradu a prostor začínají opouštět nejprve jednotky spojenců Wehrmachtu (italské, maďarské, rumunské).
Němci chytí jednoho chlapce, který má za úkol prodávat na trhu cigarety z uloupených německých balíčků. Ten ve strachu prozradí Stachoviče a dva velitele Mladé gardy Váňu Zemnuchova a Žeňu Moškova. Jsou zatčeni a mučeni, Stachovič bez váhání prozradí všechna jména, stejně jako to udělají další dvě dívky, které jsou zadrženy, aniž by byly přímo zapojené do odboje. Německá policie začíná zatýkání a mučení, zadržen je i Oleg Koševoj, který se snažil uniknout před zatčením k rudoarmějcům, to se podaří pouze Sergejovi, ale i ten je zadržen. Po několika dnech jsou mladogvardějci, zmučení, mnozí vážně zranění, odvezeni k dolu č. 5, kam je zaživa svrhnou do hluboké šachty. Ti, od kterých gestapo chce důležité informace, jsou ještě několik dní vyslýchání, ale později rovněž popraveni (Ljutikov, Ševcovová ad.). Nakonec město osvobozuje armáda, ostatky popravených jsou vyzdviženy a pohřbeny do dvou hromadných hrobů v městském parku.

## Vydání knihy
Fadějev knihu vydal v roce 1945. Získala sice Státní cenu za literaturu v následujícím roce, ale přesto se ze strany oficiálních orgánů dočkala kritiky a autor ji přepracoval do nové verze, vydané v roce 1951. Upravil ji tak, aby v ní byla více zdůrazněna role dospělých komunistů, jejich postavy rozpracoval do větší hloubky.
Druhá verze tak vytváří dojem, že všechny partyzánské oddíly v odlehlých oblastech byly řízeny z moskevského ústředí.
Kniha byla vydána nejen v ruštině, ale i v dalších jazycích národů Sovětského svazu a také v jiných zemích. V Československu se dočkala prvního vydání už v roce 1947 v překladu Anny Novákové a Sergeje Machonina do češtiny, do slovenštiny ji přeložil Ján Ferenčík.

## Kniha a skutečnost
Fadějevův román sleduje oficiální verzi výkladu událostí spojených s Mladou gardou. I když v tomto směru je faktograficky dosti přesný, byl výsledek zřejmě právě takto v některých ohledech pokřiven.
Nové výzkumy především zpochybňují jména skutečných vůdců Mladé gardy, podobu jejího řízení komunistickou stranou a způsob jejího vyzrazení.

## Další zpracování
Již v roce 1947 byla v Kyjevě poprvé uvedena opera Mladá garda, libreto v ukrajinštině napsal Andrij Samijlovyč Malyško.
Kniha se stala podkladem pro film režiséra Sergeje Gerasimova z roku 1948, i ten byl - podobně jako kniha - později revidován. N. P. Ochlopkov podle románu vytvořil divadelní hru (přeložena do češtiny Martou Valentovou v roce 1951).
V Československu Miroslav Vildman knihu zdramatizoval do podoby divadelní hry v roce 1975, po revoluci ji do jiných kontextů uvedl režisér Janusz Klimsza v ostravském Divadle Petra Bezruče v roce 2001.

## Česká vydání
- Fadějev, Alexandr: Mladá garda. Praha: Mladá fronta: Svaz přátel SSSR, 1947. 2 sv (první české vydání)
- Fadějev, Alexandr: Mladá garda. Praha: Mladá fronta, 1986. (poslední české vydání)